# Chiesa dei Santi Felice e Baccolo
La chiesa dei Santi Felice e Baccolo, conosciuta anche con il nome di chiesa del Rosario, è una chiesa monumentale situata nel centro storico di Sorrento: è stata cattedrale della città per diversi secoli.

## Storia
Mancano notizie certe sulla data di costruzione della chiesa: alcune fonti parlano del 310, sotto l'impero di Costantino I, mentre altre narrano che fu eretta per volere nel duca Sergio di Sorrento, intorno al XII secolo, per scacciare i demoni che infestavano la zona: tuttavia gli storici sembrano concordare sul fatto che la chiesa fosse sorta su un tempio di epoca romana dedicato o a Giove o a tutti gli dei; venne quindi consacrata a san Felice, vescovo di Nola e poi anche a san Baccolo, vescovo di Sorrento e in seguito divenuto uno dei protettori della città.
Nel XII secolo, quando si decise di spostare la cattedrale all'interno delle mura cittadine, la chiese assunse il ruolo di principale della diocesi di Sorrento: il ruolo di cattedrale sarà ricoperto fino al XV secolo, quando verrà inaugurata la chiesa dei Santi Filippo e Giacomo. Nel 1651 la chiesa divenne sede dalla congrega delle anime del Purgatorio, a cui potevano accedere solo i nobili facenti parte del Sedil Dominova. Nel XVII secolo la struttura fu sottoposta ad un imponente restauro che le donò uno stampo tipicamente barocco. A causa della mancanza di fedeli appartenenti alla congrega, nel 1834 la chiesa venne affidata alla Confraternita del Santo Rosario, dal quale poi prenderà il nuovo nome. Gli ultimi lavori di restauro risalgo alla fine del XX secolo, per riparare i danni provocati dal terremoto dell'Irpinia del 1980.

## Struttura

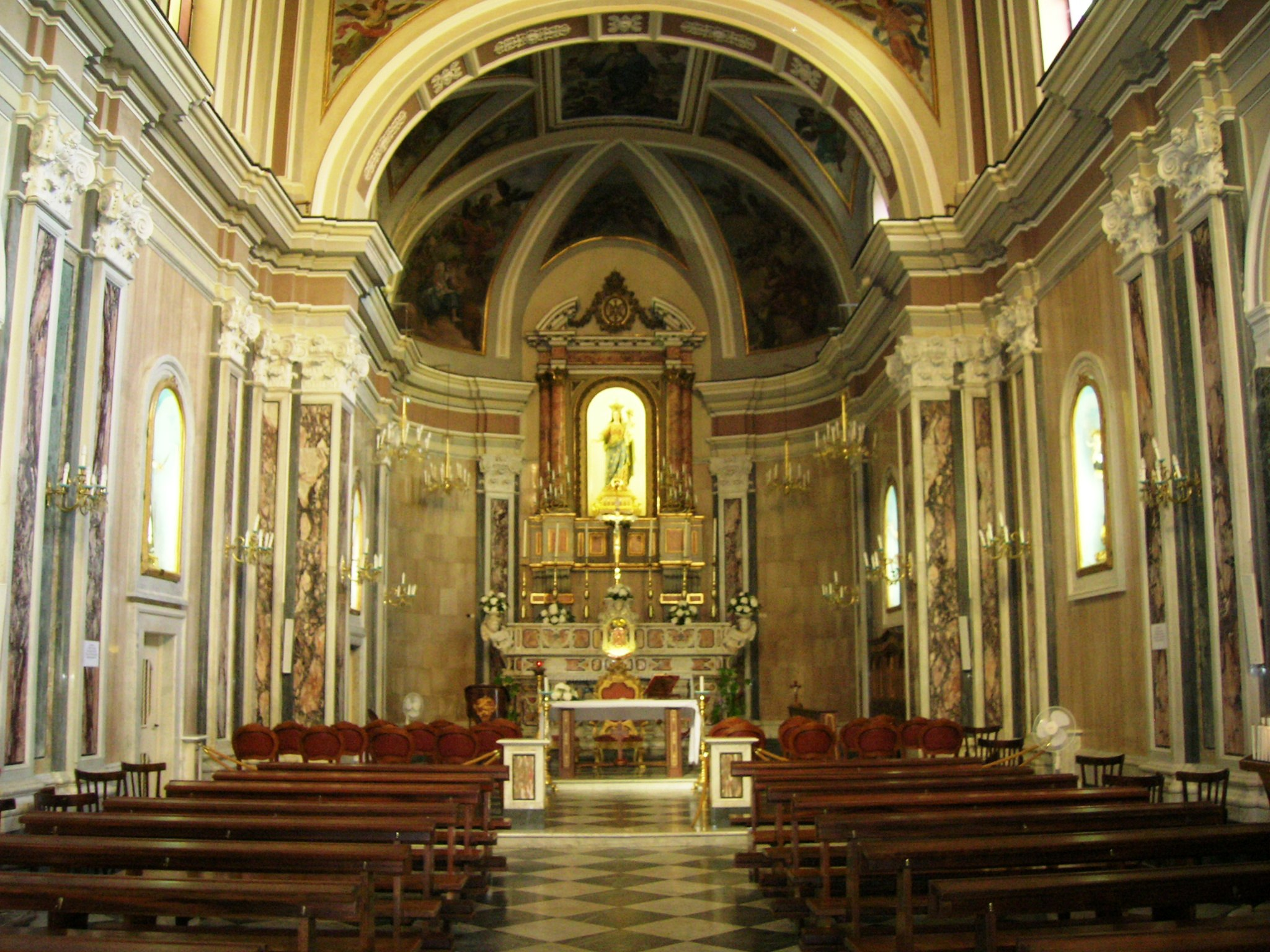
Interno

La chiesa presenta una facciata divisa in due da una trabeazione: la parte inferiore reca al centro un grosso portale d'ingresso incastonato tra due lesene, mentre tutto il resto della zona si completa con diverse decorazioni realizzate in stucco, sia a motivi geometrici che a fregi, classici dello stile barocco del XVI secolo. La parte superiore invece ha al centro, in asse con il portale, una piccola nicchia con all'interno una statua di san Baccolo, mentre ai lati si aprono due finestroni rettangolari: anche in questa sezione si ritrovano decorazioni a stucco; la facciata termina a timpano con fregio nella parte centrale e sormontata da una croce in ferro.
L'interno è a navata unica, rivestita completamente con marmi policromi e soffitto a cassettoni al cui centro è posta una tela raffigurante la Santissima Trinità; una cappella si apre su entrambi i lati della navata: quella a destra presenta un altare che in origine era sistemato nella chiesa dedicata a san Vincenzo, così come l'organo, sormontato da una tela del XVI secolo, raffigurante san Domenico, santa Rosa e altri santi domenicani, che ricevono il rosario dalla vergine Maria ed intorno al quadro sono raffigurati i quindici misteri; sul lato sinistro invece si trova una cappella, in passato di patronato della famiglia Donnorso, con al centro una tavola rappresentante san Giuseppe, san Gennaro e san Raffaele che circondano un'icona bizantina della Madonna col Bambino Gesù.
La zona dell'altare maggiore fu realizzata nel XVIII secolo da Antonio Gandolfo ed è caratterizzata da alcune teste di angelo scolpite che circondano la raffigurazione dello Spirito Santo al di sopra del tabernacolo; sotto l'altare è posta un'urna che contiene le reliquie di san Baccolo, mentre nella parte superiore si trova la statua della Madonna del Rosario. La cripta risale al 1753 ed è decorata con un dipinto raffigurante la Madonna con il Bambino ed è ricca di ex voto, legati alla sua intercessione. Altre opere d'arte presenti nella chiesa sono una tela raffigurante san Baccolo, realizzata nel 1734 da Giovanni Bernardo, le statue di san Giuseppe, sant'Irene, san Luigi, san Michele e san Baccolo ed un presepe napoletano del XVIII secolo.